# Sanna Marin

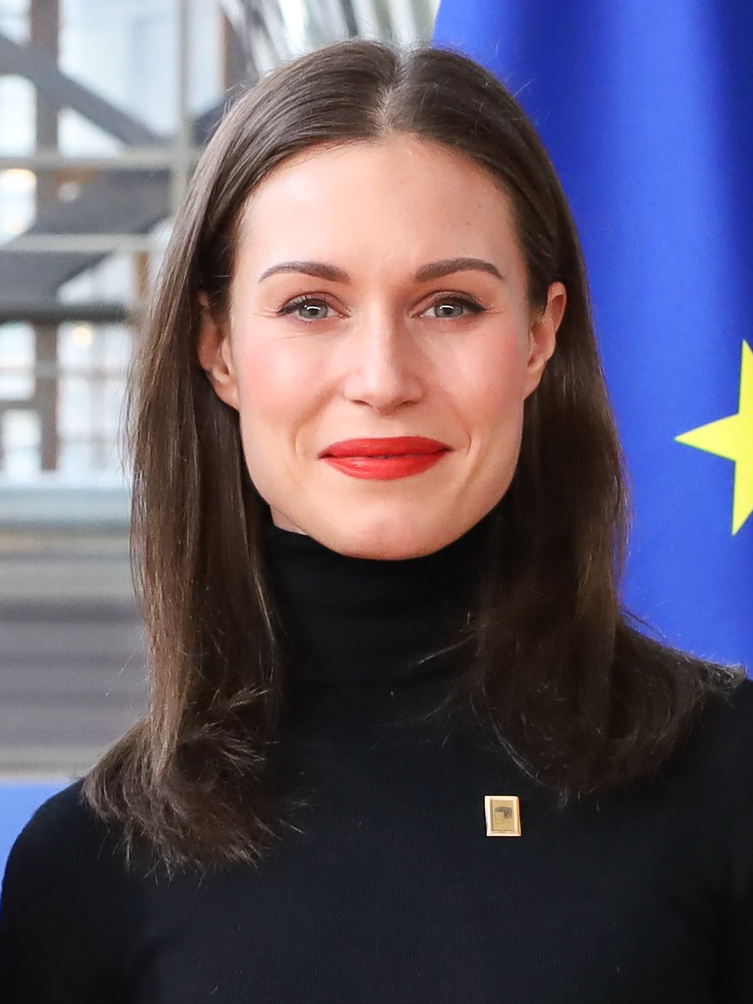
Sanna Marin, 2023

Sanna Mirella Marin [ˈsɑnːɑ ˈmirelːɑ ˈmɑri:n] (* 16. November 1985 in Helsinki) ist eine ehemalige finnische Politikerin. Von 2020 bis 2023 war sie Vorsitzende der Sozialdemokratischen Partei Finnlands (SDP) und vom 10. Dezember 2019 bis zum 20. Juni 2023 Ministerpräsidentin der Republik Finnland. Sie war die jüngste Ministerpräsidentin in der Geschichte des Landes und zum Zeitpunkt ihres Amtsantritts auch die jüngste Regierungschefin weltweit. Seit 2023 arbeitet sie als Beraterin für das Institute for Global Change des früheren britischen Premierministers Tony Blair.

## Leben

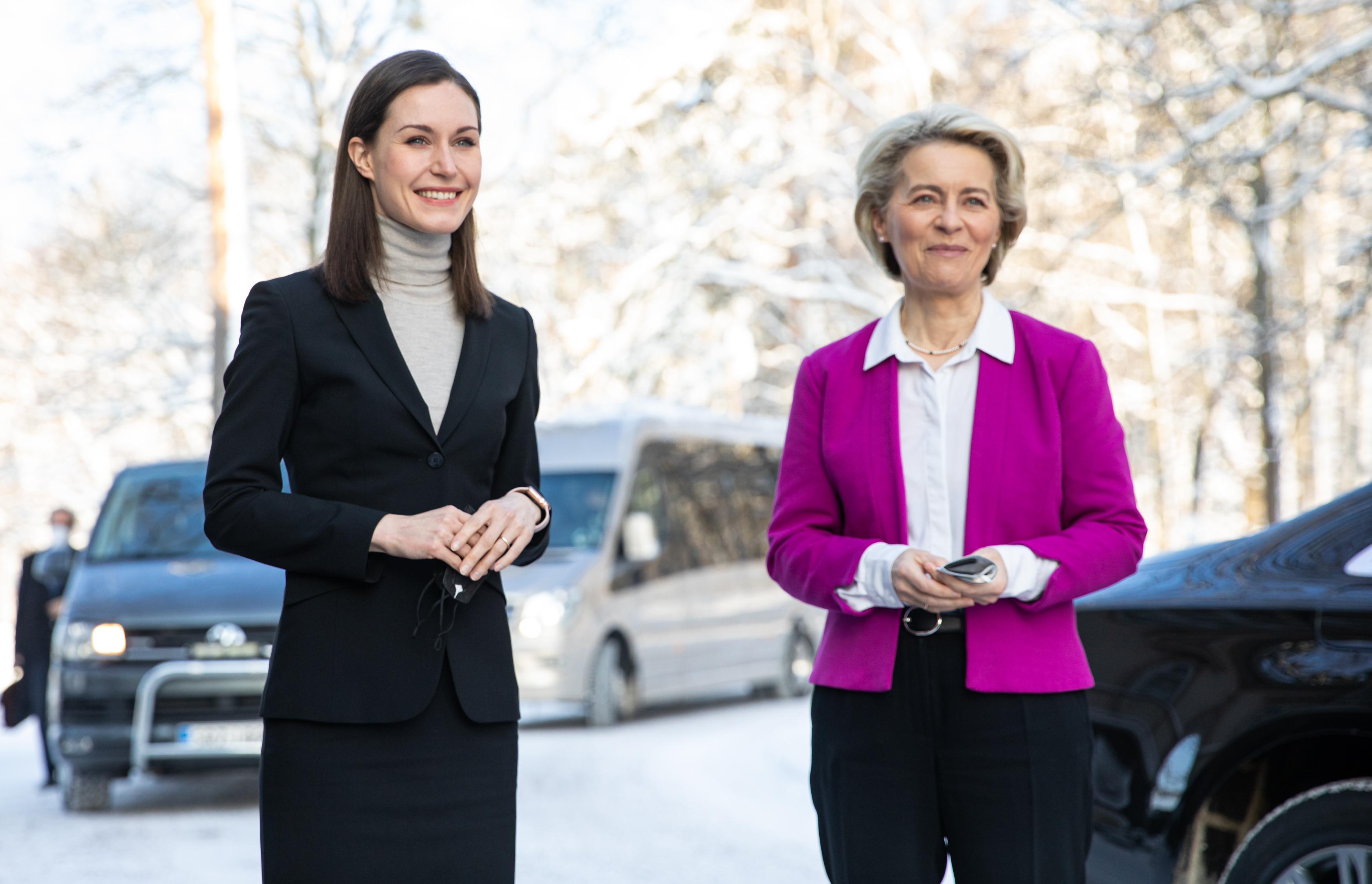
Sanna Marin und Ursula von der Leyen, Präsidentin der Europäischen Kommission, 2022

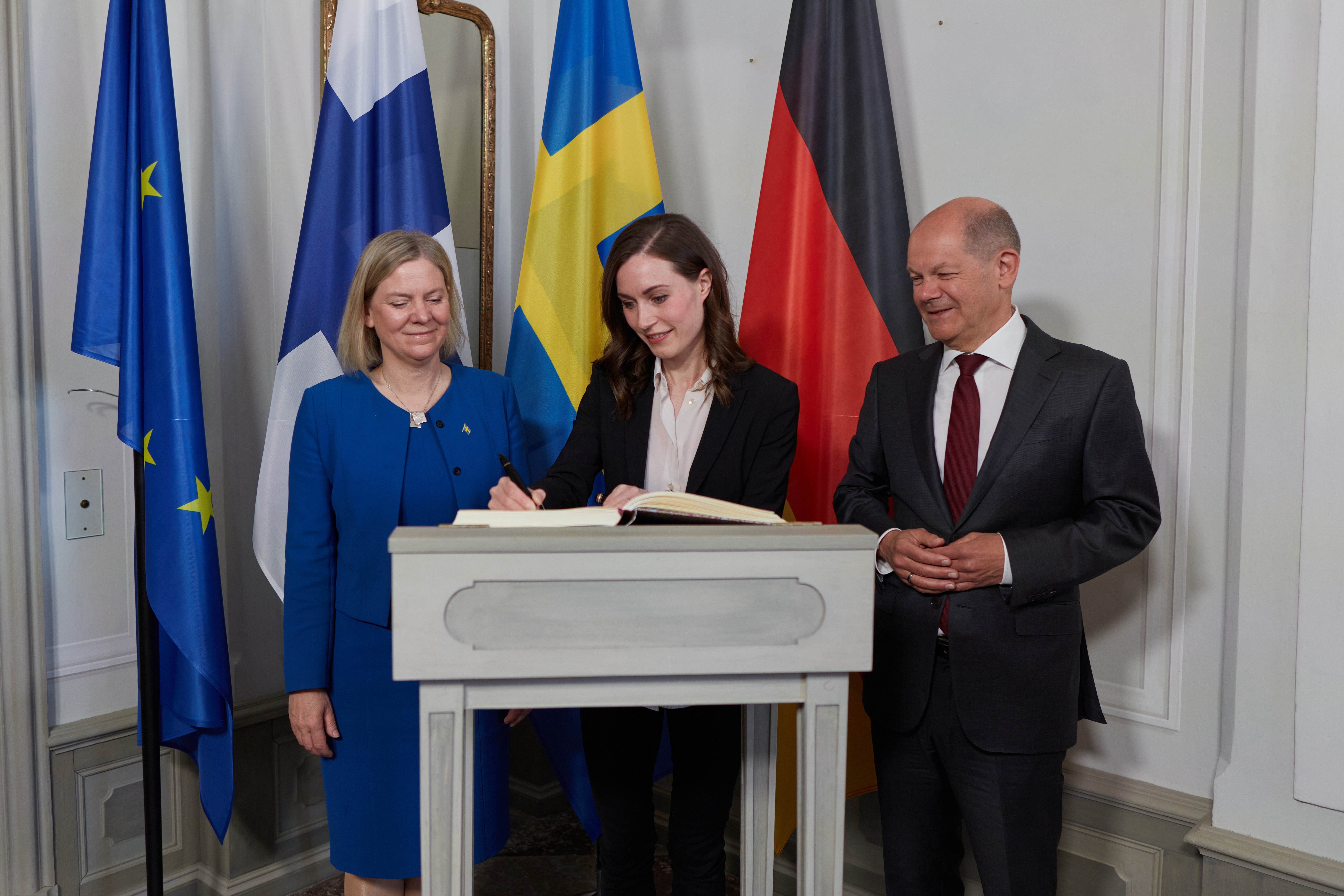
Sanna Marin, Olaf Scholz und Magdalena Andersson, 2022

2004 machte Marin ihren Schulabschluss an der Pirkkalan yhteislukio, einer Schule mit Gymnasialstufe. Im Jahr 2017 erwarb sie an der Universität Tampere ihren Abschluss als Master in Verwaltungswissenschaften. Im Jahr 2012, im Alter von 27 Jahren, wurde sie in den Stadtrat der Stadt Tampere gewählt, dessen Vorsitz sie von 2013 bis 2017 innehatte. Bei den Kommunalwahlen 2017 verteidigte Marin ihr Stadtratsmandat. Zudem wurde sie Mitglied des Regionalrats von Pirkanmaa.
Im Jahr 2014 wurde Marin zur zweiten stellvertretenden Vorsitzenden der Sozialdemokratischen Partei (SDP) gewählt. Von 2015 bis 2023 war sie Abgeordnete im finnischen Parlament. Nach der Parlamentswahl 2019 wurde sie am 6. Juni 2019 Verkehrs- und Kommunikationsministerin im Kabinett Rinne.
Fünf Tage nach dem Rücktritt von Ministerpräsident Antti Rinne am 3. Dezember 2019 nominierte die Sozialdemokratische Partei Finnlands Marin als dessen Nachfolgerin. Am 10. Dezember 2019 wurde sie vom Parlament bestätigt und ihr Kabinett anschließend vereidigt.
Am 23. August 2020 wurde Sanna Marin zur Vorsitzenden der SDP gewählt; von diesem Amt trat sie am 1. September 2023 zurück.
Sie wurde 2020 in den Kreis der Young Global Leaders des World Economic Forum gewählt.
Bei den Parlamentswahlen 2023 erreichte die konservativ-liberale Partei Nationale Sammlung (KoK) 48 der 200 möglichen Mandate, Marins Sozialdemokraten 43. Damit lag die bisherige Regierungschefin auf Platz drei, hinter den rechtskonservativen Basisfinnen. Sanna Marin gestand ihre Niederlage noch während des Wahlabends ein. Wenig später reichte sie den Rücktritt ihrer Regierung ein, blieb jedoch zunächst bis zum 20. Juni 2023 geschäftsführend im Amt. Ihr folgte Petteri Orpo nach. Seither war sie einfache Parlamentsabgeordnete. Am 7. September 2023 gab Marin auch ihren Parlamentssitz auf und erklärte ihren vollständigen Rückzug aus der Politik. Sie kündigte an, künftig als Sonderberaterin für das Institute for Global Change des früheren britischen Premierministers Tony Blair (Labour Party) in London zu arbeiten.

## Haltung zur NATO

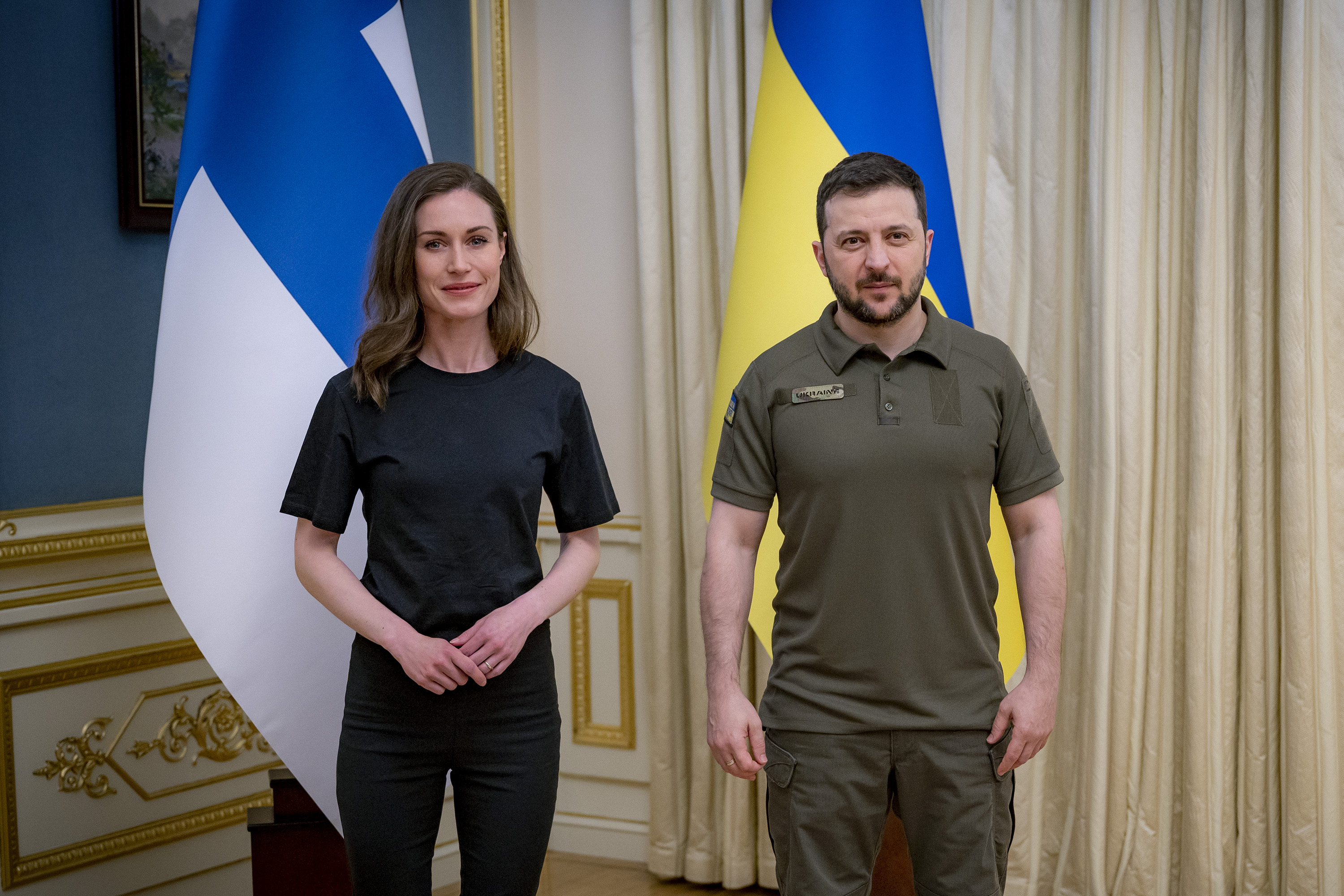
Sanna Marin mit dem ukrainischen Präsidenten Wolodymyr Selenskyj im Mai 2022

Am 12. Mai 2022, elf Wochen nachdem die Streitkräfte Russlands auf Befehl des Staatspräsidenten Putin ihren Überfall auf die Ukraine begonnen hatten, befürworteten der finnische Präsident Niinistö und Ministerpräsidentin Marin in einer gemeinsamen Erklärung einen unverzüglichen NATO-Beitritt Finnlands.
Am 14. Mai 2022 befürwortete auch die Sozialdemokratische Partei Finnlands den Beitritt. Damit hatte der Beitrittsantrag eine breite parlamentarische Mehrheit. Er wurde zusammen mit dem Antrag Schwedens am 18. Mai 2022 NATO-Generalsekretär Jens Stoltenberg übergeben. Am 4. April 2023 wurde schließlich der Beitritt Finnlands zur NATO ratifiziert.

## Weitere politische Positionen
Marin nannte am 2. Dezember 2022 die europäische Verteidigungsfähigkeit „nicht stark genug“ und sagte, ohne die USA „wäre Finnland jetzt in Schwierigkeiten“. Der Ukraine müsse „was auch immer nötig ist“ gegeben werden, um den Krieg zu gewinnen. Europas Strategie, wirtschaftliche Beziehungen zu Russland zu stärken und dessen Energie zu kaufen, habe sich als „vollkommen falsch“ erwiesen.

## Persönliches
Marin wurde in Helsinki geboren und wuchs in einer Regenbogenfamilie mit ihrer Mutter und deren Partnerin auf. Sie lebte in Espoo und Pirkkala, bevor sie anlässlich ihres Studiums nach Tampere zog. Sie ist eine aktive Verfechterin der LGBT-Rechte und eine anerkannte heterosexuelle Verbündete in ihrem Land.
Am 1. August 2020 heiratete sie Markus Räikkönen, einen ehemaligen Fußballspieler der finnischen zweiten Liga. Das Paar war bereits 16 Jahre zusammen und hat eine 2018 geborene Tochter. Am 10. Mai 2023 gaben Marin und Räikkönen bekannt, sich scheiden zu lassen.
Marin ernährt sich vegetarisch.

## Kontroversen
Im August 2022 wurde ein Video bekannt, in dem zu sehen war, wie Sanna Marin auf einer Party tanzte. Dies löste eine Diskussion aus, ob das private Verhalten zu einer Ministerpräsidentin passe oder ob das eine Verletzung ihrer Amtspflichten sein könnte. Nach eigenen Angaben trank Marin während der Party Alkohol; sie verneinte, sonstige Drogen konsumiert zu haben. Nach Auskunft der Regierung bestand an jenem Tag keine dienstliche Vertretung für sie. Ihre Partei verteidigte sie. Sie stimmte einem Drogentest zu; das Ergebnis war negativ.
Kurz darauf wurde ein zweites Video bekannt, in dem die verheiratete Ministerpräsidentin in einem Club in Helsinki beim engen Tanz mit dem finnischen Musiker und Schauspieler Olavi Uusivirta zu sehen war. Einige finnische Journalisten wollen dabei erkannt haben, wie der Sänger die Politikerin auf den Hals küsste. In der Folge sah sie sich mit Zweifeln an ihrer Eignung für das Amt der Ministerpräsidentin konfrontiert.
Schließlich wurde ein in ihrem Amtssitz Kesäranta entstandenes Foto öffentlich, auf dem eine finnische Influencerin und eine weitere Frau zu sehen waren, die sich küssten und ihre entblößten Brüste mit einem Schild mit der englischen Aufschrift „Finland“ bedeckten. In einem Leitartikel in der einflussreichsten Zeitung des Landes, Helsingin Sanomat, wurde kritisiert, dass Marin anscheinend „die Kontrolle verloren“ hätte.

## Auszeichnungen (Auswahl)
- Großkreuz des Finnischen Ordens der Weißen Rose (2022)[33]
- Doctor of Humane Letters, honoris causa, der New York University (2023)[34]
- Kommandeur mit Großkreuz des Nordstern-Ordens (2024)[35]